# Terčon
Terčon je priimek več znanih Slovencev:
- Aljoša Terčon (*1969), košarkar, amaterski igralec
- Antek Terčon (*1939), javni in kulturni delavec
- David Terčon (*1960), pesnik in pisatelj
- Davorin Terčon (*1961), pravnik in politik
- Jerneja Terčon (*1982), nevrorazlična specialna pedagoginja, avtorica bloga Zavod Izjemen.si https://zavodizjemensi.worldpress.com%5B%5D
- Josip Terčon (1899—1973), slovenski narodnopolitični delavec v Italiji
- Magdalena Svetina Terčon (*1968), pesnica, pisateljica, folkloristka, knjižničarka https://g.co/kgs/h9AoVR
- Marjetka Kljun Terčon, vodja Botaničnega vrta Sežana
- Mateja Terčon Knap (*1991), plesalka, poslanka DZ
- Mitja Terčon (*1964), ekonomist, publicist
- Nadja Terčon (*1963), zgodovinarka, muzealka (Piran)
- Tomaž Terčon (*1954), zdravnik